# Big Performance – Wer ist der Star im Star?
Big Performance – Wer ist der Star im Star? ist eine Unterhaltungsshow, die von Brainpool produziert und vom 12. September bis 3. Oktober 2020 von RTL ausgestrahlt wurde.

## Konzept
In den ersten drei Shows treten jeweils vier Prominente mit je zwei Liedern in der Verkleidung bekannter Stars auf. Am Anfang des Liedes bewegen sie die Lippen zum Playback und singen anschließend mit ihrer eigenen Stimme. Das Rateteam muss erraten, wer sich hinter den Verkleidungen verbirgt. Das Studiopublikum wählt in drei Abstimmungen zwei der Prominenten weiter. Das Rateteam wählt aus, wer von den beiden Letztplatzierten die Show verlassen und seine Verkleidung ablegen muss.  Für den Ausscheidenden kommt ein neuer Prominenter hinzu. In der vierten Show treten drei Prominente gegeneinander an.

## Staffel 1 (2020)

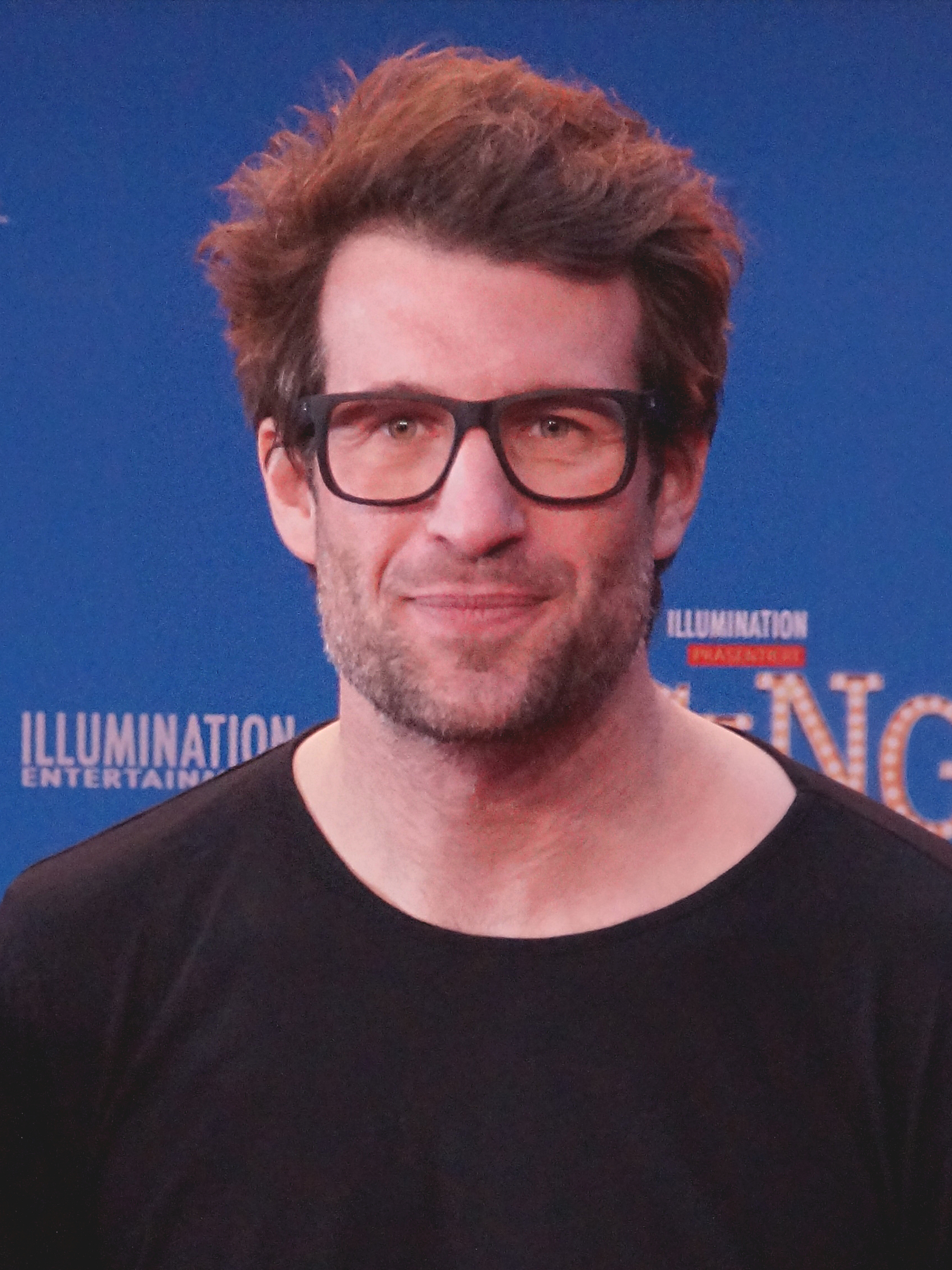
Moderator Daniel Hartwich
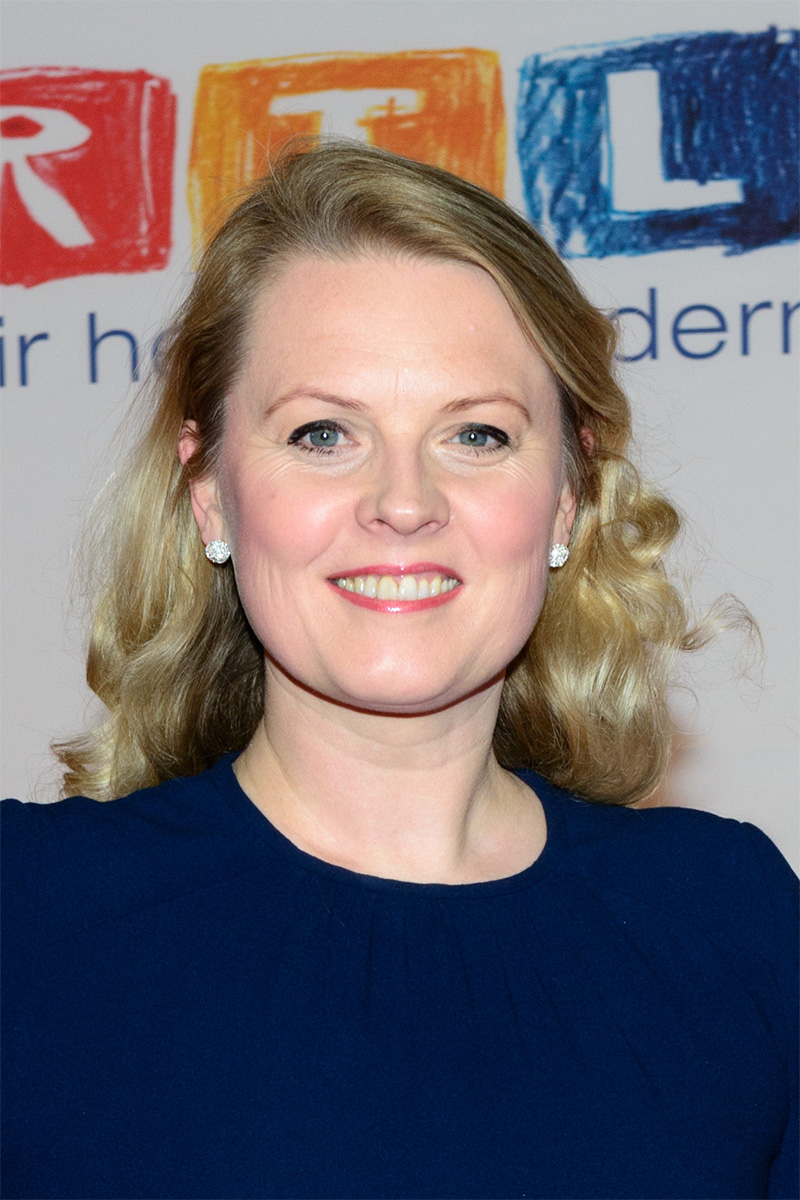
Gewinnerin der Staffel Patricia Kelly

Die vier Folgen der ersten Staffel wurden vom 8. bis 18. August 2020 von Brainpool in Köln aufgezeichnet und wurden vom 12. September bis 3. Oktober 2020 wöchentlich ausgestrahlt. Das Rateteam bestand aus Michelle Hunziker, Motsi Mabuse und Guido Maria Kretschmer. Moderator der Sendung war Daniel Hartwich. Aufgrund der neuen Show wurde der Start von Das Supertalent statt wie üblich Mitte September auf Mitte Oktober terminiert.

### Teilnehmer
| Platz | Kostüm         | Person           | Bekannt als           | Dabei ab Folge | Aus in Folge | Quelle |
| ----- | -------------- | ---------------- | --------------------- | -------------- | ------------ | ------ |
| 1     | Adele          | Patricia Kelly   | Sängerin              | 1              | 4            | [ 8 ]  |
| 2     | Tom Jones      | Uwe Ochsenknecht | Schauspieler, Sänger  | 1              | 4            | [ 8 ]  |
| 3     | Mick Jagger    | Martin Schneider | Schauspieler, Komiker | 3              | 4            | [ 8 ]  |
| 4     | Jennifer Lopez | Vanessa Mai      | Sängerin              | 1              | 3            | [ 9 ]  |
| 5     | Elton John     | Wolfram Kons     | Moderator             | 2              | 2            | [ 10 ] |
| 6     | Prince         | Prince Damien    | Sänger                | 1              | 1            | [ 11 ] |

## Rezeption

### Kritiken
stern.de stufte die Fernsehsendung als „Mischung aus Mini-Playback-Show und The Masked Singer“ ein. rp-online.de bezeichnete die Fernsehshow als „‚Masked Singer‘- Kopie“. Dem Rezensenten von watson.de kam die Sendung vor wie ein „Abklatsch der erfolgreichen ProSieben-Show ‚Masked Singer‘ […] ohne den komödiantischen Anteil und mit ein bisschen weniger Spannung“.
Das Medienmagazin DWDL.de urteilte, dass die Show mit einem „eigenen Dreh und mit Michelle Hunziker eine Idealbesetzung“ habe. Zusammengefasst findet Thomas Lückerath, dass die RTL-Show nur „am Ende eine Kopie“ sei, die sich „dabei etwas überschätzt“.

### Einschaltquoten
| Folge | Datum              | Zuschauer | Zuschauer       | Marktanteil | Marktanteil     | Quelle        |
| Folge | Datum              | Gesamt    | 14 bis 49 Jahre | Gesamt      | 14 bis 49 Jahre | Quelle        |
| ----- | ------------------ | --------- | --------------- | ----------- | --------------- | ------------- |
| 1     | 12. September 2020 | 1,76 Mio. | 0,86 Mio.       | 7,0 %       | 13,3 %          | [ 14 ] [ 15 ] |
| 2     | 19. September 2020 | 1,65 Mio. | 0,68 Mio.       | 6,4 %       | 10,5 %          | [ 16 ]        |
| 3     | 26. September 2020 | 1,70 Mio. | –               | 6,1 %       | 11,1 %          | [ 17 ]        |
| 4     | 3. Oktober 2020    | 2,28 Mio. | 0,93 Mio        | 8,1 %       | 12,2 %          | [ 18 ]        |

Geplante Wiederholungen der Sendungen am darauf folgenden Sonntag wurden eingestellt aufgrund der schlechten Quoten bei der ersten Wiederholung am 14. September 2020 mit nur 5,3 % Marktanteil.